# Электролитная коагуляция
Электролитная коагуляция — один, из множества видов коагуляции, которая возникает при добавлении в дисперсную систему (золь) раствора электролита. Наиболее изученная из всех видов коагуляции. 

## Описание процесса
При добавлении любого электролита в раствор коллоидной системы происходит процесс коагуляции, в том случае, если плотность дисперсной фазы будет больше плотности дисперсионной среды.